# Ярославцев, Андрей Константинович
Андре́й Константи́нович Яросла́вцев (1815—1884) — писатель, цензор. Был другом Ершова и первый написал его биографию: «Петр Павлович Ершов. Биографические воспоминания» (СПб., 1872). Сотрудничал в «Отечественных Записках», «Библиотеке для Чтения», «Сыне Отечества», «Литературной Газете» и др. Автор книг «Любовь музыканта»; «Князь Владимир Андреевич Старицкий»; «Прогулка на Иматру»; «На даче и на бале» и др.

## Биография
Родился в 1815 году в Сибири. По окончании Петропавловского немецкого училища поступил в Санкт-Петербургский университет. Его отец возражал против обучения сына и только по убеждению приятеля отца, Г. И. Мансветова, дал согласие на поступление сына в университет — на философско-юридический факультет. Выбор этот был сделан, скорее всего, не из любви к юридическим наукам, а под влиянием расчётливого отца.
В свободное время Андрей Ярославцев «весь отдавался своим излюбленным занятиям — словесным наукам, литературе и музыке». Одно время он усиленно начал заниматься музыкой (фортепьяно) и даже, как он сам выражался, «порывался к композиторству». В университете он подружился со своим земляком Петром Ершовым, автором известной сказки «Конёк-Горбунок»; эта дружба продолжалась и после университета. Однажды Ярославцев по просьбе Ершова довольно удачно переложил на музыку «Украинскую элегию» Гребёнки. В это же время начались литературные опыты Ярославцева; его первым литературным трудом, правда обработанным впоследствии, был роман «Любовь музыканта».
Окончив университет со степенью действительного студента в 1835 году, он поступил на службу, которая представляла ему много свободного времени для занятия чтением, музыкой литературой. У него часто собирался кружок товарищей по университету. Но скоро настало время самостоятельной и усиленной служебной деятельности, сопряжённой с большим трудом и ответственностью: секретарь совета Петербургского университета, секретарь цензурного комитета и цензор и правитель канцелярии Санкт-Петербургского учебного округа. После смерти отца в 1846 году ему пришлось взять на своё попечение своих сестёр и занятия литературой и музыкой сильно сократились. При первой же возможности он оставил должность цензора, которая была ему совсем не интересна; затем, будучи «правителем канцелярии учебного округа», отказался от этой должности и сменил её на должность корректора в типографии Второго Отделения собственной Его Величества канцелярии. Однако при новых обязанностях, требовавших усиленного напряжения глаз, зрение его стало слабеть, и Ярославцев вынужден был выйти в отставку.
Умер 7 (19) марта 1884 года после тяжёлой и продолжительной болезни. Был похоронен на Смоленском православном кладбище (могила утрачена).

## Литературная деятельность
В 1872 году Андрей Ярославцев издал труд под заглавием: «Петр Павлович Ершов, автор сказки Конек-Горбунок. Биографические воспоминания университетского его товарища, А. К. Ярославцева». В этой работе ярче всего вылились взгляды и направления Ярославцева в зрелом возрасте, равно как лучшей характеристикой для его молодости является роман «Любовь музыканта» (СПб., 1842). Ярославцев сотрудничал в «Отечественных записках», «Библиотеке для чтения», «Сыне Отечества», «Литературной газете» и др. Все его произведения отличаются большой обдуманностью и глубоким знакомством с предметом своих работ.
При чтении Карамзина его поразила и заинтересовала страшная картина эпохи Иоанна Грозного, и он принялся за подробное изучение этой эпохи. Плодом этих изучений явилась драма «Князь Владимир Андреевич Старицкий» (СПб., 1858). Ярославцев сам рассказывал, что эта драма не увидала бы света, если бы исключительную ответственность за её пропуск не взял на себя попечитель округа князь Г. А. Щербатов. В этой драме особенно хорошо очерчена личность Иоанна Грозного. Издал также полное собрание сочинений П. П. Ершова с обширной его биографией.
Кроме упомянутых произведений, перу Ярославцева принадлежат также и следующие:
- «О личности Гамлета в Шекспировской трагедии» в память 300-летнего юбилея Шекспира (СПб., 1865 г.),
- перевод статьи Гёте «О картине Леонардо-да-Винчи»: «Тайная вечеря» (СПб., 1858),
- «Прогулка на Иматру» («Общезанимательный Вестник». — 1858 г. — № 5 и отдельное издание),
- «Надежда Александровна Дестунис», некролог («С.-Петербургские ведомости». — 1866. — № 166)
- «На даче и на бале» (1860)